# Цзиньнань
Цзиньна́нь (кит. упр. 津南, пиньинь Jīnnán, буквально: «На юг от Тяньцзиня») — район городского подчинения города центрального подчинения Тяньцзинь (КНР).

## История
Во времена Китайской республики эти земли входили в состав уезда Тяньцзинь (天津县). В 1953 году здесь был образован «Тяньцзиньский южный пригородный район» (津南郊区), в 1955 году переименованный в «Южный пригородный район» (南郊区). В 1992 году район был переименован в Цзиньнань.

## Административное деление
Район Цзиньнань делится на 8 посёлков.